# Gardner (Illinois)
Gardner è un villaggio degli Stati Uniti d'America, situato nello Stato dell'Illinois, nella contea di Grundy.